# Marcus Landry
Marcus Landry (nacido el 1 de noviembre de 1985 en Milwaukee, Wisconsin) es un exjugador de baloncesto estadounidense. Con 2,01 metros de estatura, jugaba en la posición de alero. Es hermano del también jugador profesional Carl Landry.

## Trayectoria deportiva

### Universidad
Jugó durante cuatro temporadas con los Badgers de la Universidad de Wisconsin, en las que promedió 9,2 puntos y 4,2 rebotes por partido. En sus dos últimas temporadas fue incluido en el segundo mejor quinteto de la Big Ten Conference, además de ser el jugador más destacado del torneo de la conferencia en 2008.

### Profesional
Tras no ser elegido en el Draft de la NBA de 2009, jugó en las ligas de verano con los Sacramento Kings, para fichar antes del comienzo de la temporada con los New York Knicks, Allí jugó 17 partidos, en los que promedió 2,6 puntos y 1,1 rebotes.
En febrero de 2010 fue traspasado junto con Nate Robinson a los Boston Celtics, a cambio de Eddie House, J.R. Giddens y Bill Walker, pero únicamente llegó a disputar 3 minutos en un partido. Tras el mismo, fue asignado a los Maine Red Claws de la NBA D-League, donde jugó 13 partidos, en los que promedió 11,4 puntos y 4,3 rebotes.
Al año siguiente jugaría en los Reno Bighorns, actuando como titular, promediando 17,1 puntos y 4,4 rebotes por partido. en el verano de ese mismo año jugó con los Maratonistas de Coamo de la liga de Puerto Rico, promediando 11,9 puntos y 4,9 rebotes por partido.
En 2011 ficha por el BCM Gravelines de la liga francesa, pero antes del comienzo de la temporada dejó el equipo, alegando problemas familiares en su país. Pero en el mes de octubre ficha con un contrato temporal por el Assignia Manresa de la liga ACB para suplir las bajas de los lesionados Sergiy Gladyr y Micah Downs. Un mes después se desvincula del equipo, tras jugar 6 partidos en los que promedió 4,0 puntos y 2,5 rebotes.
Dos meses más tarde fichó por los Shanghai Sharks de la liga china, donde en 17 partidos ha promediado 20,6 puntos y 5,4 rebotes.
En diciembre de 2013 fichó por el Cajasol para suplir la baja de su compañero lesionado Latavious Williams. Fue uno de los jugadores más importantes del equipo, promediando 13 puntos y 3 rebotes en una media de 24 minutos de juego con un 40% en triples. Fue importante su impacto también para llevar al conjunto sevillano a los playoffs de la Liga Endesa. 
En agosto de 2014 fichó por el CAI Zaragoza, firmando un contrato de un año con el conjunto rojillo. En 34 partidos con el CAI Zaragoza en 2014-2015 registró 10,4 puntos, 3,8 rebotes y 1,3 asistencias por partido.
El 17 de agosto de 2015 firmó un contrato con los Milwaukee Bucks. El 21 de octubre de 2015 a pocos días del comienzo de la temporada 2015-2016 de la NBA, fue cortado por los Bucks tras disputar cuatro partidos en la pretemporada.
En diciembre de 2015 ficha por el San Sebastián Gipuzkoa Basket Club, después de que el equipo donostiarra iniciara el campeonato con 0 victorias y 10 derrotas.

## Estadísticas de su carrera en la NBA

### Temporada regular
| Temporada | Edad | Equipo          | Liga | P  | TIT | MIN | TC  | TCA | %TC  | 3P  | 3PA | %3P  | TL  | TLA | %TL  | R.OF. | R.DEF. | REB | ASIS | ROB | TAP | PER | FP  | PTS |
| 2009-10   | 24   | TOTAL           | NBA  | 18 | 0   | 6.2 | 0.9 | 2.4 | .372 | 0.5 | 1.6 | .321 | 0.2 | 0.3 | .600 | 0.3   | 0.8    | 1.1 | 0.0  | 0.1 | 0.1 | 0.3 | 0.8 | 2.4 |
| 2009-10   | 24   | New York Knicks | NBA  | 17 | 0   | 6.4 | 0.9 | 2.4 | .390 | 0.5 | 1.5 | .346 | 0.2 | 0.3 | .600 | 0.3   | 0.8    | 1.1 | 0.0  | 0.1 | 0.1 | 0.4 | 0.8 | 2.6 |
| 2009-10   | 24   | Boston Celtics  | NBA  | 1  | 0   | 3.0 | 0.0 | 2.0 | .000 | 0.0 | 2.0 | .000 | 0.0 | 0.0 |      | 0.0   | 0.0    | 0.0 | 0.0  | 0.0 | 0.0 | 0.0 | 0.0 | 0.0 |
| Total     |      |                 | NBA  | 18 | 0   | 6.2 | 0.9 | 2.4 | .372 | 0.5 | 1.6 | .321 | 0.2 | 0.3 | .600 | 0.3   | 0.8    | 1.1 | 0.0  | 0.1 | 0.1 | 0.3 | 0.8 | 2.4 |